# Eutocus
Eutocus is een geslacht van vlinders van de familie dikkopjes (Hesperiidae), uit de onderfamilie Hesperiinae.

## Soorten
- E. arabupuana Bell, 1932
- E. fabulinus (Plötz, 1884)
- E. facilis (Plötz, 1884)
- E. matildae (Hayward, 1941)
- E. minimus Bell, 1940
- E. minor Mielke, 1967
- E. paulo Bell, 1932
- E. quichua Lindsey, 1925
- E. vetustus Mielke, 1968